# Paulette Jordan
Paulette Jordan (ur. 7 grudnia 1979) – amerykańska polityk, członkini Partii Demokratycznej.

## Życiorys
Urodzona 7 grudnia 1979 r. w północnym Idaho, należy do plemienia Coeur d’Alene. W trakcie college’u pracowała dla rady miejskiej w Seattle. Ukończyła University of Washington i rozpoczęła karierę w polityce w rodzinnym Idaho od zostania najmłodszą osobą wybraną do rady plemienia Coeur d’Alene. W 2014 r. weszła do stanowej Izby Reprezentantów w Idaho z ramienia Partii Demokratycznej.
W 2018 r. jako pierwsza rdzenna Amerykanka z nominacji jednej z dwóch głównych partii ubiegała się o urząd gubernatora stanu.
Matka dwójki dzieci.